# Ринопластика

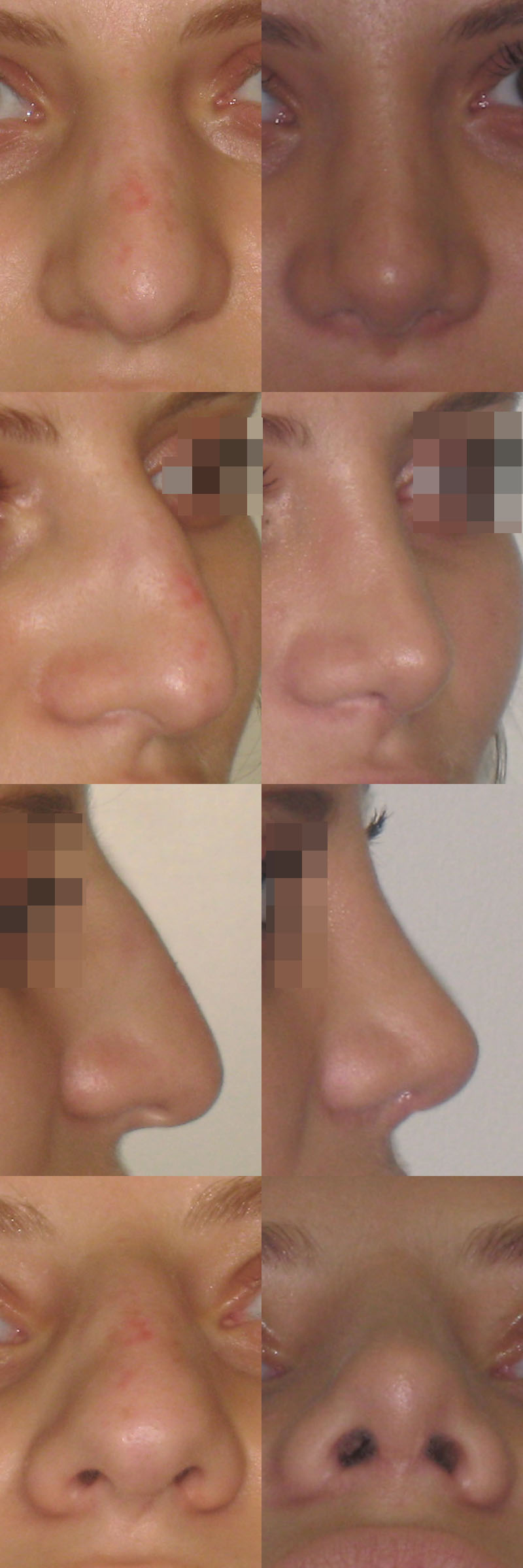
До та після ринопластики

Ринопла́стика (дав.-гр. rhis, rhinos — ніс + дав.-гр. plastike — ліпка, формування) — це виправлення вроджених або набутих деформацій носа, а також повне відновлення відсутнього носа.

## Види
- Хірургічна (класична)
  - Відкрита (зовнішня)
  - Закрита (внутрішня)
- Безопераційна[1]

## Показання
Якщо дефекти носа були вродженими, ринопластику можна проводити з 18 років.
Причини при яких може бути необхідно виконати пластику носа:
- Косметичні дефекти носа:
  - горбинка на переніссі
  - загострений або потовщений кінчик носа
  - довгий ніс
  - розширені ніздрі
  - сідлоподібна форма носа
  - великий ніс (непропорційний до розмірів обличчя)
- Проблеми з диханням (через ніс)
- Вроджені й посттравматичні деформації носа; викривлена носова перегородка
- Храп
- Кровотечі з носа

## Обстеження
На попередній консультації пластичний хірург виявляє показання і протипоказання до проведення ринопластики, а також обере найбільш оптимальний варіант операції. Також слід обов'язково здати такі аналізи:
- Загальний аналіз сечі.
- Загальний аналіз крові.
- Біохімічний аналіз крові.
- Аналіз на ВІЛ і гепатит.
- Аналіз на протромбін.
- ЕКГ.
- Томографія навколоносових пазух.

Крім перерахованих вище аналізів також потрібно консультація з лікарем-терапевтом, який при необхідності призначить додаткове обстеження.

## Хірургічне втручання після травм
Після травми носа виникають дві проблеми: порушується носове дихання і змінюється форма носа.
Слід зазначити, що у разі травми, на ранньому етапі загоєння (перші 10 днів) без хірургічного втручання, амбулаторно, відновлюється первинне розташування спинки носа (при бічному зміщенні, викривленні). Можливість відновлення погіршеного носового дихання і в інших випадках зміни форми, встановлюється при огляді.
Якщо травма була серйозною, виконують реконструкцію носа з відновленням як зовнішніх, так і внутрішніх структур. Нерідко внутрішні операції на носі виконуються пацієнтам після неодноразово перенесених операцій по ринопластиці.
Необхідним вважається операційне втручання після перенесеної травми, яка спричинила порушення носового дихання (викривлення носової перегородки). Операцію бажано виконувати за один етап — відновити фізіологію дихання (підслизова резекція носової перегородки) і змінити форму носа (власне естетична ринопластика).